# Patricia Moraz
Pour les articles homonymes, voir Moraz.
Patricia Moraz est une réalisatrice, scénariste et productrice franco-suisse, née le 23 septembre 1939 à Sallanches (Haute-Savoie) et morte le 16 avril 2019 dans le 13e arrondissement de Paris,. 

## Biographie
Patricia Moraz a passé son enfance en Suisse. Elle a travaillé comme enseignante, journaliste et scénariste avant de réaliser son premier long métrage, Les Indiens sont encore loin, sélectionné en 1977 dans la Quinzaine des réalisateurs au festival de Cannes. 
Son film Le Chemin perdu reçoit le Prix Georges-Sadoul en 1979.
Elle devient ensuite productrice. Elle participe, en 1986, à la fondation de la Femis et y enseigne.
Patricia Moraz est chevalier de l’Ordre des Arts et des Lettres.
Son frère est le musicien et compositeur Patrick Moraz, qui fut claviériste des groupes Mainhorse, Refugee, Yes et Moody Blues. Celui-ci a écrit les musiques des deux films de sa sœur, Les Indiens sont encore loin et Le Chemin perdu.

## Filmographie

### Réalisatrice
- 1977 : Les Indiens sont encore loin
- 1980 : Le Chemin perdu

### Scénariste
- 1969 : Vive la mort de Francis Reusser
- 1970 : Black Out de Jean-Louis Roy
- 1976 : Le Grand Soir de Francis Reusser
- 1977 : Les Indiens sont encore loin
- 1980 : Le Chemin perdu
- 1991 : Malina de Werner Schroeter

### Productrice
- 1983 : La Bête noire de Patrick Chaput
- 1983 : L'Argent de Robert Bresson
- 1984 : Boy meets girl de Leos Carax
- 1986 : Mauvais Sang de Leos Carax

### Clips
- Idéal, Trust, 1982
- Halloween, Jean-Patrick Capdevielle, 1984

## Théâtre
- Kermesse, compagnie du hasard (Nicolas Peskine)
- Insoumis, Théâtre de l’écrou (Suisse), Jacqueline Corpataux, Anne-Laure Vielie, Frédéric Réverant, Guillaume Rossier

## Hommages
La cinémathèque suisse effectue une rétrospective du travail de Patricia Moraz, en diffusant ses œuvres comme réalisatrice, scénariste et productrice en janvier et février 2020.